# Aloe argyrostachys
Aloe argyrostachys (укр. Алое аргіростахіс, Алое срібношипувате)  — сукулентна рослина роду алое.

## Етимологія
Видова назва походить від сріблястого відтінку шипів, від грец. argyro — срібний і stachys — шипований.

## Історія
Цей вид алое знайдений у грудні 2003 року в гірській місцевості близько 85 км на захід від Анцирабе. Вперше описаний у червні 2007 року Джоном Лавраносом, Баколімалою Ракотом і Томом Маккоєм в щорічнику Британського товариства любителів кактусів і сукулентів (англ. British Cactus & Succulent Society) «Bradleya».

## Місця зростання
Зростає в центральному Мадагаскарі у провінції Антананаріву, регіон Вакінанкаратра. Відомий лише один локалітет.